# Lyces flavissima
Lyces flavissima là một loài bướm đêm thuộc họ Notodontidae. Loài này có ở miền đông Ecuador to the Guyanas.

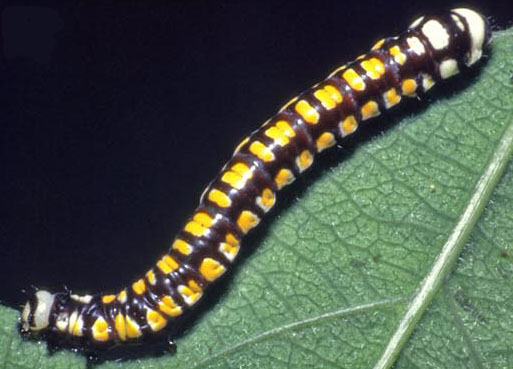
Ấu trùng

Ấu trùng ăn Passiflora ambigua.